# Kostrzyna (gromada)
Kostrzyna – dawna gromada, czyli najmniejsza jednostka podziału terytorialnego Polskiej Rzeczypospolitej Ludowej w latach 1954–1972.
Gromady, z gromadzkimi radami narodowymi (GRN) jako organami władzy najniższego stopnia na wsi, funkcjonowały od reformy reorganizującej administrację wiejską przeprowadzonej jesienią 1954 do momentu ich zniesienia z dniem 1 stycznia 1973, tym samym wypierając organizację gminną w latach 1954–1972.
Gromadę Kostrzyna z siedzibą GRN w Kostrzynie utworzono – jako jedną z 8759 gromad na obszarze Polski – w powiecie kłobuckim w woj. stalinogrodzkim, na mocy uchwały nr 19/54 WRN w Stalinogrodzie z dnia 5 października 1954. W skład jednostki weszły obszary dotychczasowych gromad Kostrzyna i Mrówczak wraz z wsią Michalinów z dotychczasowej gromady Podłęże Szlacheckie ze zniesionej gminy Przystajń oraz wieś Kotary z dotychczasowej gromady Aleksandrów ze zniesionej gminy Panki w tymże powiecie. Dla gromady ustalono 10 członków gromadzkiej rady narodowej.
20 grudnia 1956 województwo stalinogrodzkie przemianowano (z powrotem) na katowickie.
1 stycznia 1958 gromadę zniesiono, a jej obszar włączono do gromad Panki (wsie Kostrzyna i Kotary) i Przystajń (wsie Michalinów i Mrówczak) w tymże powiecie.